# Forças Regionais Sul-Vietnamitas

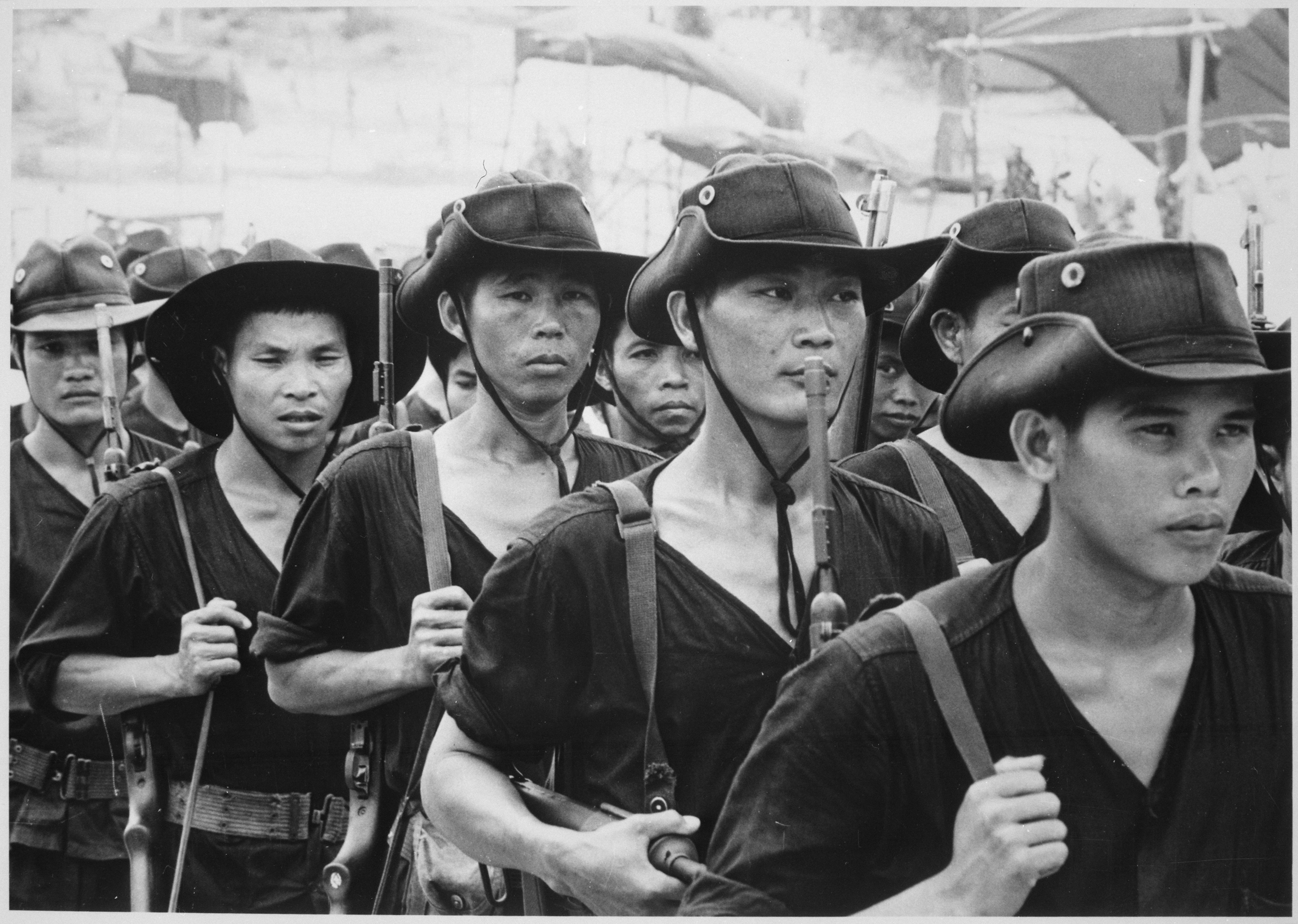
Recrutas vietnamitas em treinamento nas Forças Regionais por volta de 1970

As Forças Regionais Sul-Vietnamitas (em vietnamita:  Địa phương quân, lit. "Exército Local"), originalmente Guarda Civil, eram um componente das forças de defesa territorial do Exército da República do Vietnã. Recrutadas localmente, elas serviram como forças de nível provincial em tempo integral, originalmente criadas como uma milícia. Em 1964, as Forças Regionais foram integradas ao Exército da República do Vietnã e colocadas sob o comando do Estado-Maior Conjunto.
O conceito das Forças Regionais era combater as unidades da Força Local do Viet Cong (VC), enquanto as forças regulares do Exército da República do Vietnã lutavam contra as unidades da Força Principal do Viet Cong mais bem equipadas e o Exército do Povo do Vietnã. A milícia local passou a desempenhar um papel muito eficaz na guerra, já que o estilo de guerra de pequenas unidades era mais adequado para conflitos de guerrilha, com a maioria mais familiarizada com a região e o terreno. Apesar de serem mal remuneradas, estas forças eram muito mais capazes de detectar infiltrações e controlar áreas civis. Representando cerca de 2-5% do orçamento de guerra, acredita-se que a Força Regional e as Forças Populares foram responsáveis por cerca de 30% das baixas infligidas ao Viet Cong/Exército do Povo do Vietnã durante toda a guerra. Parte disso deriva do fato de que essas unidades geralmente são mais capazes de se engajar em táticas de unidades pequenas e altamente móveis, o que se revelou difícil para unidades de movimento lento e com equipamentos pesados.